# Chekfa (distrito)
Chekfa é um distrito localizado na província de Jijel, Argélia, e cuja capital é a cidade de mesmo nome, Chekfa. A população total do distrito era de 52 918 habitantes, em 2008.

## Comunas
O distrito é composto por quatro comunas:
- Chekfa
- El Kennar Nouchfi
- Sidi Abdelaziz
- Bordj T'har